# Большой Волысъях
Большой Волысъях (устар. Большой Валыс-Ях) — река в России, протекает по Ханты-Мансийскому району Ханты-Мансийского АО. Устье реки находится в 10 км по левому берегу от устья Вачуванской протоки, впадающей в Иртыш через протоку Малый Салым и Неулеву протоку в 3 км от устья по правому берегу. Длина реки составляет 57 км, площадь водосборного бассейна 430 км². Правый приток — Малый Волысъях.
Высота истока — 46,1 м над уровнем моря. Высота устья — 22,7 м над уровнем моря.

## Данные водного реестра
По данным государственного водного реестра России относится к Верхнеобскому бассейновому округу, водохозяйственный участок реки — Обь от города Нефтеюганск до впадения реки Иртыш, речной подбассейн реки — Обь ниже Ваха до впадения Иртыша. Речной бассейн реки — (Верхняя) Обь до впадения Иртыша.
Код объекта в государственном водном реестре — 13011100212115200050598.